# K-555 Knjaz Požarski
Knjaz Požarski (rusko Князь Пожарский) je strateška jedrska podmornica razreda Borej-A Ruske vojne mornarice. Poimenovana je po knezu Dmitriju Požarskemu. Njen gredelj je bil položen 23. decembra 2016, splavljena je bila 3. februarja 2024, v uporabo pa je bila predana 24. julija 2025. Projekt je razvil konstruktorski biro Rubin, glavni konstruktor pa je bil Vladimir Anatoljevič Zdornov. Je peta podmornica posodobljenega razreda Borej-A, ki se od osnovnega razreda razlikuje po velikih strukturnih spremembah, manjši hrupnosti in posodobljeni komunikacijski opremi. Kljub napovedanemu povečanju oborožitve s 16 na 20 raket Bulava, nosi posodobljen razred enako število raket kot osnovni.
Podmornica je postala del 31. divizije podmornic Severne flote v Gadžijevem.
Sprva je bilo napovedano, da bo to zadnja podmornica razreda Borej, vendar je bila novembra 2018 napovedana gradnja še dveh podmornic.